# 魔兵驚天錄2
《魔兵驚天錄2》（官方译为）是一款由白金工作室开发并由任天堂独家发行在Wii U平台上的动作游戏。本作是2009年发售的《魔兵驚天錄》的正统续作，而前作的发行商兼品牌持有者世嘉则以游戏顾问的身份介入游戏的开发。
本作和前作以合集形式于2018年在任天堂Switch上发售《猎天使魔女1+2》。

## 设定

### 劇情
前作《魔兵驚天錄》结束后的几个月后，天界军团突袭了安柏拉魔女（Umbra Witch）贝优妮塔（Bayonetta）身處的城市，贝优妮塔與魔女伙伴贞德（Jeanne）参战，但其召唤出的一隻地獄魔獸不受控制，贞德为拯救贝优妮塔而導致靈魂被擊離肉身繼以被拉往地獄。同時一名矇面流明賢者（Lumen Sage）被一名身份不明的「預言家」（Prophet）帶往現世和保證能獲得復仇的機會。
为拯救贞德靈魂，贝优妮塔踏上新的冒险旅途，打算通過位於神聖之山（Fimbulventr）之地獄之門前往地獄界。贝优妮塔於山腳遇上一名失去記憶且擁有神祕力量的少年洛基（Loki），他唯一知道的只有自己必須前往神聖之山，二人達成協議結伴同行，除來自天堂軍團與地獄魔獸的攻擊，還須面對矇面流明賢者和預言者的追擊。預言者不但認識洛基，也表示五百年前的獵巫行動並非由贝优妮塔之父巴爾德（Balder）策劃。
贝优妮塔到達地獄界後救出贞德之靈魂讓她回歸肉身，不久矇面流明賢者再次現身攻擊洛基攻擊並揭露真實身份：年輕的巴爾德。在巴爾德與贝优妮塔戰鬥期間，洛基力量失控並將二人送回五百年前、獵巫行動正在進行的歐洲城鎮維格德（Vigrid）。贝优妮塔遇見魔女母親蘿剎（Rosa）並與她一同迎戰天堂軍團，二人分離後贝优妮塔遇上與洛基長相相同、將來成為預言家的少年洛佩特（Loptr）。洛佩特解釋洛基逃往未來並失去記憶，亦稱兩顆分別由贝优妮塔與巴爾德持有的寶石「世界之眼」（Eyes of the World）乃他所有。在看見洛佩特殺害了蘿剎後，贝优妮塔終於明白巴爾德的復仇目標應是洛佩特而非洛基，巴爾德獲悉後決定與贝优妮塔回到現世聯手對付洛佩特。
在貞德協助下，贝优妮塔與巴爾德到達神聖之山頂端，發現洛佩特已捕獲了洛基：洛基與洛佩特本為管理人間界兼創造了世界之眼的「混沌之神」（God of Chaos）艾薩（Aesir），為創造兩眼而把其力量分作兩半，同時也把自身靈魂一分為二，成為善良的洛基和邪惡的洛佩特。由於控制兩眼之力量為洛基擁有，洛佩特因此欲奪取該力量據為己有。洛佩特先後奪回巴爾德和贝优妮塔持有的兩眼並回復艾薩本體與二人展開戰鬥，洛基也因恢復記憶而了解艾薩的真正力量：使包括兩眼在內的一切從世界上消失。洛基令兩眼消失使艾薩失去大部分力量，贝优妮塔和巴爾德藉此擊敗艾薩將其肉身擊離靈魂，失去肉身之艾薩打算逃回過去時空但被巴爾德封印進其體內。在返回過去前，巴爾德與贝优妮塔父女相認並懇請她能在他失控時加以阻止；洛基在與贝优妮塔道別後消失。
一切結束後數天，贝优妮塔和貞德回復正常生活並繼續獵殺天使；被邪惡靈魂控制的巴爾德開始進行統一天界、人界和地獄界的計畫，《魔兵驚天錄》事件由此展開。

### 人物设定
《魔兵驚天錄2》的主角依旧是贝优妮塔，不过自从游戏公布以来，她的造型与前作和电影版《魔兵驚天錄：血色命運》相比有了大轉變；最明顯的是贝优妮塔变为了短发造型，与之相应的是前作中登场的魔女贞德由短发变换为了长髮。在2013年美国E3游戏展期间，作为制作人的稲叶敦志在开发者访谈的特别版任天堂直面会上坦言：这个改变是他与神谷英树和桥本祐介一起想出来的，他们揣摩作为贝优妮塔的心理，认为她不会是個一成不变的女人，而透过改变发型会让人们眼前一亮，也更吸引目光。

### 登場角色
蓓優妮塔（Bayonetta，CV：田中敦子）
現世稀少、獵殺天使的魔女，使用裝備四把手槍在四肢上的格鬥術「Bullet Arts」，也會使用各種歐洲中世紀時期用作拷問女巫的拷問刑具。其黑色長髮可召喚地獄魔獸攻擊高等級天使，也能變形成為自身服裝。
貞德（Jeanne，CV：園崎未惠）
與蓓優妮塔有同等魔力及相近戰鬥方式之白髮女子，現今她的靈魂被關在地獄深處，後被蓓優妮塔救出。
洛基（Loki，CV：皆川純子）
在水之都「諾亞圖恩」與相會蓓優妮塔，擁有不可思議力量的少年。能在一般人無法辨別的異次元空間煉獄及人間界之間自由行動，使用卡牌式的武器與天界的使者戰鬥。
路卡（Luka，CV：浪川大輔）
因兒時的一次經歷而經常跟隨蓓優妮塔的記者，擁有一般記者沒有的靈敏身手，個性率直且經常被蓓優妮塔戲弄。
羅丹（Rodin，CV：玄田哲章）
在貧民窟經營酒吧「地獄之門 (The Gates of Hell)」的男子，別名「魔界工匠」，私下販售惡魔武器與惡魔相關情報。
恩佐（Enzo，CV：高木涉）
跟城鎮不良份子打混的情報販子，通曉黑社會的一切，會利用廣大人脈與情報網路來賺錢。會將特別重要的情報提供給蓓優妮。
矇面賢者（Masked Lumen，CV：子安武人）
無時無刻尾隨蓓優妮塔，不斷現身襲擊的矇面男子。擁有能與魔導法術匹敵的超常能力，還能任意召喚指使天界的使者，明顯擁有凌駕常人一般的能力。其身世為來自過去的蓓優妮塔的父親巴爾德，在最後一戰將創世神的黑暗面封印於自身，而後回到過去並被創世神的黑暗面所控制，於是《魔兵驚天錄》的故事正式開始。

## 开发与发行
在第一作获得不错的反响之后，就有傳言陸續指出續集正在开发，而這些傳言从未获得白金工作室和世嘉的正式确认。但是后来有消息称因为受到世嘉在游戏业务上的疲软，《猎天使魔女》系列的续作已经被取消。直到2012年9月13日召开的Wii U Direct上，任天堂以突擊形式宣佈續集將以Wii U獨佔遊戲的形式發行。之後白金工作室的著名制作人稻叶敦志接受采访时表示由于任天堂在本作的开发历程中占有极其重要的位置，如果没有任天堂也不会有《猎天使魔女2》的诞生。而在游戏发售后，作为前作制作人兼本作监督的神谷英树通过个人Twitter连发多条推文谈及了本作开发初期时面临的境遇，也證實了世嘉在內部曾一度停止了續集的開發。任天堂後來提出接手并资助该项目的制作，也讓續集得以順利完成並發行。
《魔兵驚天錄2》的实体零售版包含一份前作《魔兵驚天錄》的實體光碟；并为前作加入了若干Wii U版本独占的游戏内容，包括了贝优妮塔可以换装任天堂系列的游戏角色服装。数字下载版则包含前作數位下載版之下載序號。
2017年12月，任天堂和白金游戏宣布包括了《猎天使魔女1》和《猎天使魔女2》的合集将于2018年2月在任天堂Switch上发售。而在2022年7月，任天堂香港确认将发售Switch实体版《猎天使魔女1》和《猎天使魔女2》中文版游戏，并确认游戏将会在发售时向先前购买过数字版游戏的玩家提供追加中文游戏内容的游戏补丁。

## 评价
《猎天使魔女2》获得了业界媒体颇为正面的评价。它的第一份评价是日本权威游戏杂志《FAMI通》的评分，杂志给本作打出38分。与前作的40分满分（Xbox 360版）和38分（PlayStation 3版）相比，算是保持了一贯的素质。英国的游戏杂志《EDGE》给出了西方媒体的第一份评价：10分（满分10分），这是EDGE建刊以来给出的第17个满分游戏。而前作《猎天使魔女》也获得了EDGE的满分评价并成为其第11款满分游戏。中国大陆游戏杂志《游戏机实用技术》为本作打出25分，进入“热血推荐”；编辑们认为本作是当世代最佳的动作游戏之一，不过由于前作起点过高，本作的进化显得并不突出，但依旧不能否认本作素质突出的事实。
来自美国游戏博客Polygon的亚瑟·吉斯（Arthur Gies）在游戏内容方面指责本作过度的性感表述令其不适，并认为这与本作出众的其他方面格格不入。其消极的言论引发了网友与其网站编辑们的争论甚至是人身威胁，并使得其网站主编克里斯托弗·格兰特刊出一封公开信《On GamerGate: A letter from the editor》。